# Жовта стрічка (поїзд)
«Жовта стрічка» — нічний швидкий поїзд  формування Одеської залізниці № 192/191 сполученням Одеса — Краматорськ. Протяжність маршруту — 1026 км.
На поїзд є можливість придбати електронний квиток.

## Історія
5 листопада 2022 року поїзд вирушив у перший рейс.
12 червня 2024 року було запущено поїзд, який нагадує спротив жителів України на тимчасово окупованих територіях. На фарбуванні вагонів поверх жовтої смуги нанесені назви усіх тимчасово окупованих населених пунктів.

## Інформація про курсування
Поїзд курсує цілий рік. На маршруті руху зупиняється на 25 проміжних станціях.
| Розклад руху поїзда «Жовта стрічка» № 192/191 на 2023/2024 роки (з 10.12.2023) |                  |             |              |                  |
| Час прибуття                                                                   | Час відправлення | Станція     | Час прибуття | Час відправлення |
| —                                                                              | 20:58            | Одеса       | 13:06        | —                |
| 16:45                                                                          | —                | Краматорськ | —            | 17:32            |

Актуальний розклад руху вказано у розділі «Розклад руху призначених поїздів» на офіційному вебсайті «Укрзалізниці».

## Склад поїзда
Поїзд формується у вагонному депо станції Одеса-Головна.
Поїзду зазвичай  встановлена схема з 8 фірмових вагонів різних класів комфортності:
- 1 вагон класу Люкс;
- 4 купейних[5];
- 3 плацкартних.

Склад поїзда може відрізнятися від наведеної залежно від сезону (зима, літо). Актуальну схему на конкретну дату можна подивитися в розділі «Онлайн-резервування та придбання квитків» на офіційному вебсайті «Укрзалізниці».